# Micropsectra curtimanus
Micropsectra curtimanus är en tvåvingeart som beskrevs av Jean-Jacques Kieffer 1924. Micropsectra curtimanus ingår i släktet Micropsectra och familjen fjädermyggor.
Artens utbredningsområde är Norge. Inga underarter finns listade i Catalogue of Life.